# Грибаново (Дзержинский район)
Грибаново — деревня в Дзержинском районе Калужской области Российской Федерации. Входит в состав сельского поселения «Деревня Редькино».

## Физико-географическое положение
Находится вблизи берегов реки Медынка, притока Суходрева. Ближайшие населённые пункты — деревня Редькино, город Кондрово, посёлок Полотняный Завод.

## Этимология
Название Грибаново происходит от некалендарного личного имени Грибан.

## История
Впервые упоминается в 1863-м году, в «Списке населённых мест Калужской губернии», как владельческая деревня 1-го стана Медынского уезда по левой стороне старой Мещовской дороги. В январе 1942-го тут сражалась 133-ая стрелковая дивизия, участвующая в освобождении Полотняного Завода 17-18 января.

## Мемориал
В братской могиле деревни Грибаново похоронены бойцы 133-й стрелковой дивизии 49-й Армии Западного фронта.